# Condaminea venosa
Condaminea venosa är en måreväxtart som först beskrevs av Hipólito Ruiz López och Pav., och fick sitt nu gällande namn av Dc.. Condaminea venosa ingår i släktet Condaminea och familjen måreväxter.
Artens utbredningsområde är Peru. Inga underarter finns listade i Catalogue of Life.